# 菜系
菜系（さいけい）は中国語で料理の種類を意味する語。この項目では、中国における料理の一般的な区分法について解説する。

## 概要
中華人民共和国は人口、国土面積において世界最大であり、内包する民族も、少数民族を含めて非常に数多い。広大な国土には様々な風土が生まれ、使用される食材や調理法についても多様性は限りなく広がっている。
以下に記す四大菜系、八大菜系は、20世紀後半になってから、特に中国人以外にわかりやすく説明するために常用されるようになった分類法である。

## 歴史
中華料理には古くから、南北2つの料理系統があったとされる。
隋の文帝と煬帝が整備し、610年に開通した黄河と長江を結ぶ京杭大運河によって南北物流が活性化し、物流の要地として淮揚地方（淮河と長江の下流地域）は発達し、淮揚料理が発達して行った。
唐から宋の時代には各地方料理が発展していった。
宋代には都市の発展と共に印刷物の普及もあって、各地方の食物が体系的に認知されるようになる。『東京夢華録』巻四「食店」では汴京にあった飲食店として江南料理店、四川料理店、現地料理を提供する店があったことが記されている。汴京には科挙受験のため全国から人が集まってきていたという事情もある。
明代になるとこれらに加え、広東料理が加わるようになる。

## 四大菜系

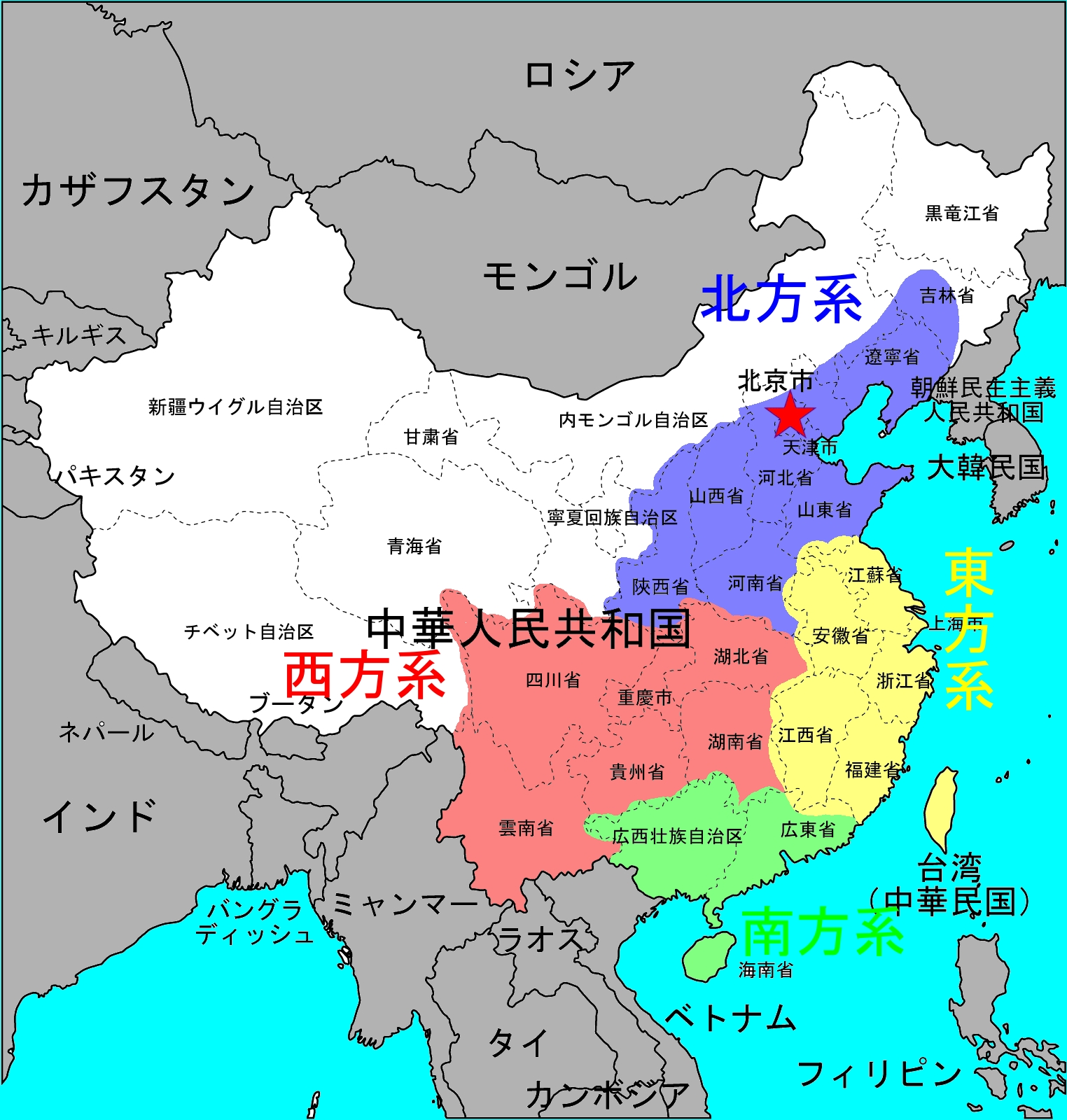
中国料理-系統区分地図

中国の国土を大まかに東西南北に分け、それぞれの気候風土や地域経済圏と関連付けて4つの代表的な地方料理を説明したもの。日本ではよく知られる。
- 北方系 - 北京料理など。塩辛くて味が濃い[3]。
- 東方系 - 上海料理など。甘く、濃厚な味付け[3]。江南（淮揚）系とも。長江下流域を広く含む地域概念[2]。
- 南方系 - 広東料理など。素材の味を生かした淡泊な味付け[3]。
- 西方系 - 四川料理など。ピリっとした辛さが特徴[3]。

このような四大分類は、清代初期までには認知されるようになり、当時の知識人たちの間ではある程度広く認知されていたというのが通説となっている。史料で完全な裏付けが取れているわけではないが、一概に退けられることもされていない。

## 八大菜系
上述のように20世紀後半より用いられるようになった分類法。
1980年6月20日の『人民日報』「我国的八大菜系」では以下の8つが挙げられている。
- 山東料理
- 江蘇料理
- 浙江料理
- 広東料理
- 福建料理
- 安徽料理
- 湖南料理
- 四川料理

香港や台湾では上記の8つではなく、異なった8地域が挙げられることもあり、統一的な見解ができているわけではない。

## 江北料理と江南料理
その他、揚子江（長江）の北と南で2通りに分類する方法がある。
- 江北料理（山東料理、北京料理（京菜）、山西料理、河北料理、河南料理、安徽料理、湖北料理、湖南料理、四川料理）
- 江南料理（上海料理（滬菜）、江蘇料理、浙江料理、江西料理、福建料理、広東料理、広西料理、貴州料理、雲南料理）

## 台湾における六大料理
国民政府が中国から台湾へやってきた時、多くの有能な料理人がともに海を渡ったが、その後の台湾は多くの料理が淘汰・吸収を繰り返し、中国とは別の分類が誕生した。
- 台湾料理（台菜）、四川料理、広東料理、江浙料理（江浙菜）、湖南料理、北方料理（北方菜）

## その他系統
その他、地域分類以外のものに清真料理（清真菜）、精進料理（素菜、斎菜）や、薬膳がある。

## 菜系の一覧
- 山東料理（魯菜）
  - 済南料理
  - 膠東料理
  - 孔府料理
- 東北料理
  - 遼寧料理（遼菜）
- 山西料理
- 河北料理
- 河南料理（豫菜）
- 江蘇料理（蘇菜）
  - 南京料理（京蘇菜、金陵菜）
  - 淮揚料理（zh:淮扬菜）
    - 揚州料理
    - 淮安料理

  - 蘇錫料理
    - 蘇州料理（蘇菜）
    - 無錫料理（錫菜）

  - 徐海料理
- 浙江料理（浙菜）
  - 杭州料理（杭菜）
  - 紹興料理
  - 寧波料理（甬菜）
  - 温州料理
- 安徽料理（徽菜）
  - 沿江料理
  - 沿淮料理
  - 徽州料理
- 江西料理（贛菜）
- 福建料理（閩菜）
  - 福州料理
  - 閩南料理
  - 閩西料理
- 広東料理（粤菜）
  - 広州料理
  - 潮州料理
  - 客家料理（東江菜）
  - 順徳料理
  - 西広東料理 （粤西菜）
- 広西料理
- 湖北料理（鄂菜）
- 湖南料理（湘菜）
- 貴州料理（貴州菜）
- 四川料理（川菜）
  - 重慶料理
  - 成都料理
- 雲南料理（雲南菜）